# Селютин, Алексей Ильич
Алексей Ильич Селютин (26 марта 1918 — 22 декабря 2004) — наводчик миномёта роты 82-миллиметровых миномётов стрелкового батальона 1054-го стрелкового полка 301-й стрелковой дивизии ордена Суворова 2-й степени дивизии 9-го Краснознамённого стрелкового корпуса 5-й ударной армии 1-го Белорусского фронта, младший сержант.

## Биография
Родился 26 марта 1918 года в станице Михайловская ныне Курганинского района Краснодарского края. Работал в колхозе.
В Красной Армии с 1938 по 1940 годы, и с 1941 года. На фронте в Великую Отечественную войну с августа 1941 года.
22 сентября 1944 года за мужество и отвагу проявленные в боях красноармеец Селютин Алексей Ильич награждён орденом Славы 3-й степени. 24 апреля 1945 года награждён орденом Славы 2-й степени.
16-20 апреля 1945 при прорыве сильно укреплённой обороны врага на подступах к Берлину наводчик миномёта Селютин с расчётом, умело, меняя позиции, уничтожил два пулемёта и свыше отделения противника, подавил огонь трёх минометов.
Указом Президиума Верховного Совета СССР от 13 апреля 1983 года старшина запаса Селютин Алексей Ильич награждён орденом Славы 1-й степени 1974, став полным кавалером ордена Славы.
В 1946 года старшина Селютин Алексей Ильич демобилизован. Жил в родной станице. Работал в колхозе. Скончался 22 декабря 2004 года.